# Бурі лісові ґрунти
Бурі лісові ґрунти (буроземи — як стислий синонім) — ґрунти гірських систем, що утворилися під широколистяними, мішаними, інколи хвойними лісами з розвинутим трав'янистим покривом в умовах помірно теплого вологого клімату на різних за генезисом і гранулометричним складом ґрунтоутворюючих породах. Материнськими породами, на яких утворились бурі лісові ґрунти, зазвичай слугують суглинково-щебенистий елювій, елювій-делювій щільних осадкових, метаморфічних, магматичних порід, які зустрічаються в горах. Щебенистість порід успадковується і ґрунтами. Важливими умовами буроземоутворення є переважання атмосферних опадів над випаровуванням і вільний внутрішньоґрунтовий дренаж, що забезпечують глибоке сезонне промочування і промивний водний режим, а також відсутність або короткотривалість сезонного промерзання, що забезпечує високу інтенсивність вивітрювання і вторинного мінералоутворення.
Основними елементарними ґрунтовими процесами формування буроземів є гумусо-акумулятивний, оглинення (in situ глиноутворення) та лесиваж.
Крім типових буроземів, в природних умовах виділяються бурі лісові опідзолені (буроземно-підзолисті) ґрунти. Вони формуються в умовах сповільненого розкладу лісової підстилки та континентальності клімату.
Характерними ознаками буроземів є слабка диференціація на ґрунтові горизонти, бурий чи жовто-бурий колір підгумусових горизонтів, підвищений вміст несилікатних форм заліза з рівномірним розподілом по профілю, стабільна величина SiО2 : R2O3 по профілю, кисла або слабокисла реакція, метаморфічне оглинювання всього профілю, відсутність ілювіально-карбонатного горизонту.

## Профіль
У профілі бурозему виділяють: Н0+Н+НР+Р.
- Н0 — горизонт лісової підстилки,
- Нmf — гумусовий метаморфізований оглинений,
- НРmf — перехідний метаморфізований оглинений,
- Psial — сіалітна материнська порода.

Найбільша кількість гумусу в гумусовому горизонті (до 8 %). Глибина профілю сильно варіює і може сягати 80 см. Кислотність та ступінь насиченості основами бурих лісових ґрунтів залежить від географічного положення (фаціального підтипу); більш кисла реакція цих ґрунтів спостерігається в південних районах.

## Класифікація
Бурі лісові ґрунти підрозділяють на:
- типові (насичені основами, ненасичені основами, залишково-карбонатні);
- опідзолені;
- глейові або поверхнево-оглеєні, псевдопідзолисті (що призводить до формування диференційованих за елювіально-ілювіальним типом профілів).

## Географічне поширення
Бурі лісові ґрунти поширені у західній та центральній частинах Європи, у північно-східних районах США, Китаю, Кореї, на Кавказі та півдні Далекого Сходу Росії. В Україні — в Карпатах, Криму.

## Практичне значення
На лісових буроземах вирощують високі врожаї тютюну, винограду, чаю тощо.
За сприятливих умов рельєфу буроземи є добрими орним ґрунтами з високою природною родючістю, однак потребують вапнування, систематичного внесення органічних і мінеральних добрив для підтримання на високому рівні ефективної родючості. Водний, тепловий режим буроземів сприятливий для більшості польових культур. Буроземи на пухких продуктах вивітрювання порід використовують під сади, ефіроолійні та овочеві культури, тютюн, ягідні культури. За сприятливих кліматичних умов вони широко використовуються під виноградники (особливо у Центральній та Південній Європі).
Володіючи хорошими фільтраційними властивостями і високою вологоємністю, буроземи досить стійкі до водної ерозії, а глинистий склад виключає дефляцію. Однак при зведенні лісів на гірських схилах зливові потоки повністю руйнують не захищені й пошкоджені при вивезенні лісу ґрунти.
Велику цінність буроземи представляють для лісового господарства, особливо їх потужні відміни на глинисто-щебенюватих карбонатних і безкарбонатних породах, на яких розвиваються високопродуктивні чисті букові та змішані ліси.
Важливими заходами з підвищення родючості буроземів є застосування протиерозійних заходів (задернування та заліснення крутих схилів), запровадження ґрунтозахисних сівозмін, зрошення, внесення органічних та мінеральних добрив.